# Inmigración francesa en Colombia
La inmigración francesa en Colombia es el movimiento migratorio provenientes de la República Francesa hacia Colombia. Los franceses habían desempeñado varios papeles importantes en Colombia, como educación, maestros, médicos, y otros.

## Historia
A principios de siglo XVIII, muchos exploradores franceses viajaron a la costa caribeña de Colombia, llamada Urabá. Alrededor de 140 franceses registrados como protestantes que se dedicaron a cultivar granos de cacao. Después de un violento conflicto entre los exploradores europeos y los indígenas, los sobrevivientes pudieron huir de la guerra y comenzaron a establecerse en el 
departamento de Córdoba.
Algunos de los veteranos franceses participaron en los ejércitos de liberación, que era una misión de Jean-Baptiste Boussingault llegó a Colombia en 1822. El zoólogo francés François Désiré Roulin, firmó un contrato de cuatro años para enseñar mineralogía y química en la Escuela de Minas, y para servir el papel de mineralogista investigador e ingeniero de las minas de Virreinato de Nueva Granada.
En 1855, un grupo de inmigrantes franceses desembarcó en Colombia que impactó profundamente la historia de la minería en la región Antioquia durante la segunda mitad del siglo XIX. Los miembros que trabajaron en la minería fueron el conde Adolphe de Ghaisne de Bourmont, Adolphe y Paul de Bedout, Augustin de Colleville, Henri Brèche y Eugène Lutz. Bourmont compró en 1856 una parte de las acciones de la granja de fundición Titiribí, que pertenecía al inglés Tyrell Moore, y también de diferentes minas ubicadas en el área. Se destaca el colapso de la mayoría de las compañías agrícolas, industriales o mineras francesas, incluido el intento infructuoso de un geógrafo francés Élisée Reclus, que instaló un cultivo en Sierra Nevada de Santa Marta, o la Compañía Francesa Sinu.
Hasta 1870, casi todos los inmigrantes franceses a Colombia se originaron en Pirineos. Los inmigrantes franceses en Colombia provenían del suroeste Francia, incluidos Béarn, el País Vasco (Basses-Pyrénées), Rouergue y Charente. Otros eran de París y de la región Saboya.
A partir de 2020, 6.400 franceses ciudadanos residen en Colombia. La mayoría de ellos están altamente concentrados en Bogotá.

## Instituciones
- Lycée Français Louis Pasteur
- Lycée Français Paul Valery de Cali
- Liceo Francés de Medellín
- Lycée Français de Pereira